# 無政府資本主義

無政府資本主義の旗

無政府資本主義（むせいふしほんしゅぎ、英: Anarcho-capitalism、アナルコ・キャピタリズム、アナーコ・キャピタリズム）は、右派リバタリアンによる政治思想で、自由市場の自治を重視し、国家の廃止を提唱する。リバタリアン・アナーキー、リバタリアン・アナキズム、ボランティアリズム、私有財産無政府主義、市場無政府主義、自由市場無政府主義などとも呼ばれている。マレー・ロスバードがこの名称を最初に使った。
無政府資本主義の社会では、警察や裁判所など全ての治安サービスは税金によってではなく「民間の防衛・警備会社」によって提供され、通貨は公開市場で民間の競合する銀行によって供給される。従って、無政府資本主義の下では個人や経済活動は、政治によってよりも、私法と契約によって管理される。

## 概要
「無政府資本主義」は、共通点はあるが相違もある多数の理論が存在している。有名な最初の理論化は20世紀中盤のオーストリア学派の経済学者でリバタリアンのマレー・ロスバードによるものであり、オーストリア学派の経済理論や古典的自由主義や、19世紀のアメリカの個人主義的無政府主義者であるライサンダー・スプーナーやベンジャミン・タッカー(en)の影響を受けたが、しかし彼らの労働価値説や社会主義は却下した。それ以前に無政府資本主義に近い主張をしていた人物として、19世紀フランスの経済学者ギュスターヴ・ド・モリナリがいる。
マレー・ロスバードによる無政府資本主義には、リバタリアンが相互に賛成する「一般的に受容され、法廷が従うように確約する法典」が最初に存在する。その法典は個人による自治を基本とした不可侵の原則と認識されている。
無政府資本主義では個人の自由と資本主義市場経済システムが尊重される。リバタリアニズムには政府の役割は最低限に限定されるべきで、国防・司法・治安維持に限られるべきとするミナーキズムがあるが（夜警国家論）、さらにこの論を進めた無政府資本主義では、ハンス・ヘルマン・ホッペのように政府の行う社会福祉や国防・治安維持、司法に至るまで、市場経済に任せることが可能であるとする。これらの機能は政府により独占的に供給されてきたが、政府が税収を基にこれらのサービスを供給するよりも、市場による供給に委ねた方が効率的に行うことができる、とする。政府の廃止論や、政府によるサービスの全廃論ではなく、政府によるサービス部門の徹底的な民営化論である。彼らの主張では、鉄道、電気、ガス、郵便、教育、電話、水道、ゴミ回収などの事業は、従来は政府によって運営されるのが当然と考えられていたが、民間企業でも供給可能であり、政府による硬直的な独占的供給よりも民間の競争による提供の方が効率も良くサービス水準も高い、とする。更には警察や軍隊、裁判所、監獄も民間企業・業者によって運営されることが望ましいとする。

## 自然法論による無政府資本主義
正義の絶対的な基準に自然法を選択する思想。全ての人間は、自己所有権を持っており、労働をすることで得た収入は全てその労働をした人のものであるとしている。しかし、政府は自己所有権を強制的に（徴税、戦争、法律、命令によって）侵害するため政府の正当性を認めず、政府は最大の犯罪組織だと非難を主張する。

## 無政府資本主義への批判
翻訳文: もし国家がその領土を正当に所有しているといえるのならば、その地域に住む者すべてに対して国家が規則を定めるのは当然です。その地域には私有財産が存在せず、国家は実際に土地全体を所有しているため、合法的に私有財産を押収または管理することができます。さらに、国家が国民に対して領土からの離脱を許可している限り、国家はその土地に住む人々に規則を定める他の所有者と同様の行動をとっているといえるでしょう。 

(...)しかし、前述の私たちの開拓理論は、国家機構が主張するそのような論理を打ち砕くに十分です。—Murray Rothbard(1982)、『The Ethics of Liberty』、p.172
無政府資本主義に対しては、このシステムは『結局のところ前近代の豪族、大名、軍閥の復活に等しく、強者による弱者の搾取を正当化し、民主的な社会を破壊してしまうもの』ではないか、という批判がある。この批判に対しては、現在においても一部の者が特権的立場にあって他を搾取しているという状況は存在しており、政府による不公正かつ場当たり的な税金徴収・分配によって生じる搾取よりも、むしろ競争原理の結果として生じる搾取のほうがより公正さが保たれるとの意見がある。
リバタリアンと非リバタリアンとの違いは、攻撃が許されるか否かではなく、何が攻撃と見なされるか、あるいは誰がどのような権利を有するかという点にあります。—Jason Brennan (2013)
アメリカの哲学者ジェイソン・ブレンナン（Jason Brennan）は、彼の思想が無政府資本主義世界を志向していることを示し、リバタリアンがよく用いる「非侵害原則」というスローガンは、単なる道徳的救済に過ぎず人々を説得するには不十分であると主張する。さらに、彼はこの原則が所有と権利の概念をどのように定義するかによって多様な解釈が可能であり、実際に現実の人々の間でも様々な方法で用いられていると指摘するとともに、理想的な自由社会を実現するための明確な指針や戦略として機能することは極めて困難であると述べた。
アナキズム内部では、これらの理論がアナキズムに該当するかどうかをめぐって論争が起こることがある。個人主義アナキストとピエール・プルードンら相互主義アナキストも市場経済を支持するが、自己が直接使用・消費する、または共同で用いる「占有（Possession）」を超え、ほかの人にまで拡大される「資本主義的財産（Property）」制度には権力関係が生じると考える。たとえば社長と職員、家主と賃借人といった関係では、所有者と使用者の違いから階層と権力が存在して、これは、不自由で支配的な関係を形成すると主張している。
さて、この矛盾はたった一つの方法でしか解決できません。「指定されたエリア」の利用者は、そのエリアの所有者でもあるのです。言い換えれば、これはアナキストが好む占有(または「占有と使用」)に基づくシステムです。しかし、ロスバードは資本主義者であり、私有財産や非労働所得、賃金労働、さらには資本家や地主を支持しています。つまり、彼は所有と使用の分離を支持しており、その結果、「最終的な意思決定権」が、財産を使用するが所有していない人々（すなわち、テナントや労働者）にも及ぶということになります。さらに、私有財産の国家主義的性質はロスバードの言葉から明確に示されており、無政府状態の資本主義社会においても、財産所有者は特定の地域に対する「究極の意思決定権」を持ち、これは現代国家が有する権限と同等であるとされます。皮肉なことに、ロスバードは自身の定義によって、「無政府」資本主義が実際には無政府主義ではないことを証明したのです。—Iain Mckay (2008)、《An Anarchist FAQ》、section F.1
無政府資本主義者たちは、ほとんど詐欺を禁止しようとするが、無政府資本主義の理論構造内で詐欺問題に取り組むのは非常に難しいという議論が長らく存在している(コーエンもこれについて簡潔に言及した)。混乱を引き起こし続けている問題の核心に関する説明文によると:
問題は、ほとんどの人が「詐欺」という言葉を、単に真実を歪める、すなわち嘘をつく行為と捉えている点にあります。しかし、単に嘘をつくだけでは権利の侵害にはならないことは明らかです。不正確な「詐欺」の用い方が、非リバタリアン的な結論に達することを許していると考えます。（後略）—Stephan Kinsella
これは、理論的にも原則的にも、無政府資本主義は単純な虚偽情報の流布や欺瞞を禁じていないためである。したがって、虚偽の取引は窃盗の概念として扱われる。したがって、錯誤・誤認における個人責任の基準をここでどのように適用すべきかという点で混乱が生じる。